# 安格朗日
安格朗日（法語：Inglange，法語發音：[ɛ̃ɡlɑ̃ʒ]；洛林法兰克语：Engléng）是法国摩泽尔省的一个市镇，属于蒂永维尔区。

## 地理
安格朗日（49°20'50"N, 6°17'54"E）面积5.72 平方千米，位于法国大東部大區摩泽尔省，该省份为法国东北部内陆省份，是洛林的一部分，西南接默尔特-摩泽尔省，东临下莱茵省，北与卢森堡和德国接壤。
与安格朗日接壤的市镇（或旧市镇、城区）包括：比丹、比德兰、迪斯特罗夫、埃尔藏日、梅采维斯、乌德雷讷。
安格朗日的时区为UTC+01:00、UTC+02:00（夏令时）。

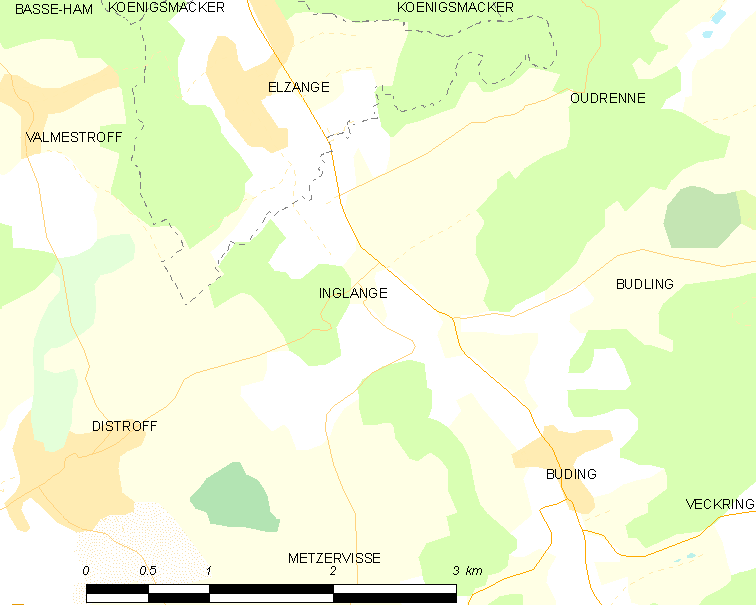
安格朗日的OSM定位图

## 行政
安格朗日的邮政编码为57970，INSEE市镇编码为57345。

## 政治
安格朗日所属的省级选区为梅采维斯县。

## 人口

1962-2008年间安格朗日人口变化图示

安格朗日于2022年1月1日时的人口数量为395人。